# مجلس الاتحاد (الاتحاد السوفيتي)
مجلس الاتحاد (بالروسية: Сове́т Сою́за)، هي كانت مجلس تشريعي في الاتحاد السوفيتي، ويعمل مع مجلس القوميات لصياغة وتشريع القوانين، وينتخب مباشرة من الشعب، وذلك بنسبة واحد لكل عدد مُعين من السكان بحسب التوزيع السكاني، تأسست مجلس الاتحاد سنة 1938، وحل المجلس مع تفكك الاتحاد السوفيتي سنة 1991.

## المهام والوظيفة
من مهمات مجلس الاتحاد:
1. مناقشة مشاريع القوانين والموافقة عليها.
2. الرقابة على عمل الحكومة.
3. إقرار خطط التنمية الاقتصادية.
4. المصادقة على الاتفاقيات الدولية.

فكل هذه القوانين يجب أن يعرض على المجلسين المجلس الأعلى السوفيتي ومجلس القوميات، ويوافق عليها.

## مقارنة بين المجلسين
مجلس الاتحاد يمثل الشعب بناءاً على عدد السكان، ومجلس القوميات يمثل الجمهوريات والقوميات المختلفة بالتساوي، بغض النظر عن عدد السكان.

## النهاية
في أواخر عهد الرئيس السوفيتي ميخائيل غورباتشوف، بدأت سياسة الاصلاحات بما يسمى بيريسترويكا، وفي عام 1989، تم حل مجلس الاتحاد ومجلس القوميات، وذلك ضمن إعادة هيكلة السلطة التشريعية، واستبدلت بإسم مؤتمر نواب الشعب، وفي سنة 1991 تم حل مؤتمر نواف الشعب بعد تفكك الاتحاد السوفيتي.